# A General History and Collection of Voyages and Travels
A General History and Collection of Voyages and Travels (Allgemeine Geschichte und Sammlung der See- und Landreisen) ist eine Sammlung von Reiseberichten, die von dem Schotten Robert Kerr (1755–1813) zusammengestellt und in den Jahren 1811 bis 1824 veröffentlicht wurde. Der vollständige Buchtitel lautet: A General History and Collection of Voyages and Travels, Arranged in Systematic Order: Forming a Complete History of the Origin and Progress of Navigation, Discovery, and Commerce, by Sea and Land, from the Earliest Ages to the Present Time (dt. Eine allgemeine Geschichte und Sammlung von See- und Landreisen, angeordnet in einer systematischen Ordnung: Eine vollständige Geschichte der Ursprünge und des Fortschrittes von Schifffahrt, Entdeckungen und Handel zu See und zu Land bildend, von der frühesten Zeit bis heute). Sie erschien in Edinburgh (William Blackwood), London (Murray und Baldwin) und Dublin (John Cumming).
Die Sammlung umfasst insgesamt achtzehn Bände. Sie ist vergleichbar mit den Reiseberichtsammlungen von Hakluyt (Principal Navigations, Voiages, Traffiques and Discoueries of the English Nation, 1589–1600) und Pinkerton (1758–1826) (General Collection of Voyages and Travels, 1808–1814).
Band 18 enthält neben Stevensons Historical Sketch of the Progress and Discovery, Navigation and Commerce, from the earliest records to the beginning of the Nineteenth Century (Historische Skizze des Fortschritts und Entdeckung, Navigation und Handel, von den frühesten Aufzeichnungen bis zum Beginn des 19. Jahrhunderts) einen biographischen Katalog von See- und Landreisen. Das Werk enthält eine große Vielfalt an „sehr kuriosen und interessanten frühen Reisen, die sonst nur sehr selten in teuren und voluminösen Sammlungen zu finden sind“.
Am Ende des 18. Bandes findet sich neben dem erwähnten Katalog von See- und Landreisen ein ausführlicher Index zum Gesamtwerk und eine Übersicht zur Anlage des Werkes.

## Übersicht
In der folgenden Übersicht werden die englischen Titel durchweg mit einer deutschen Übersetzung angegeben. Bei der Wiedergabe von Personennamen, Ortsnamen usw. wurden bei der Übersetzung größtenteils die in der deutschsprachigen Wikipedia (oder in Fachpublikationen) übliche Form gewählt. In der deutschen Übersetzung finden sich auch weiterführende Verlinkungen. Zusätzlich wurden gelegentlich weiterführende Hinweise auf fremdsprachige Versionen gegeben.

### Band 1
Discovery of Iceland by the Norwegians.
Entdeckung von Island durch die Norweger
Voyages of Ohthere to the White Sea and the Baltic.
Reisen von Othere ins Weiße Meer und ins Baltikum.
Remarks on the situation of Sciringe-heal and Haethum, by J. R. Forster.
Bemerkungen über die Situation von Skiringssal und Haithabu (von J. R. Forster)
Voyage of Wulfstein in the Baltic.
Reise von Wulfstan ins Baltikum.
Voyage of Sighelm to India.
Reise von Sighelm nach Indien.
Travels of John Erigena to Athens.
Reisen von Johann Erigena nach Athen.
Geography of the known world as described by King Alfred.
Geographie der bekannten Welt wie sie von König Alfred beschrieben wird.
Travels of Andrew Leucander.
Reisen von Andreas Leucander.
Voyage of Swanus to Jerusalem.
Reise von Swanus nach Jerusalem.
Voyage of three am*adors from England to Constantinople.
Reise von drei Gesandten von England nach Konstantinopel.
Pilgrimage of Alured to Jerusalem.
Pilgerreise von Alured nach Jerusalem.
Pilgrimage of Ingulphus.
Pilgerreise von Ingulphus.
Original discovery of Greenland by the Icelanders in the ninth century.
Ursprüngliche Entdeckung von Grönland durch die Isländer im 9. Jahrhundert
Early discovery of America by ditto, in 1001.
Frühe Entdeckung von Amerika durch die Isländer 1001
Travels of two Mahometans into India and China, in the ninth century.
Reisen zweier Mohammedaner nach Indien und China im 9. Jahrhundert
Travels of Rabbi Benjamin from Spain to China, in the twelfth century.
Reisen von Rabbi Benjamin von Spanien nach China.
Travels of an Englishman in Tartary, in 1243.
Reisen eines Engländers in die Tartarei 1243.
Sketch of the Revolutions in Tartary.
Skizze der Revolutionen in der Tartarei.
Travels of Carpino to the Moguls etc. in 1246.
Reisen von Carpini zu den Mongolen usw. 1246
Travels of Rubruquis into Tartary about 1253.
Reisen von Rubruk in die Tartarei, gegen 1253
Travels of Haitho, in 1254.
Reisen von Hethum 1254
Travels of Marco Polo into China etc. from 1260 to 1295.
Reisen von Marco Polo nach China usw. von 1260 bis 1295.
Travels of Oderic, in 1318.
Reisen von Odorich 1318.
Travels of Sir John Mandeville, in 1322.
Reisen von Sir John Mandeville 1322.
Itinerary of Pegoletti between Asof and China, in 1355.
Reisebeschreibung von Pegoletti von Asow nach China 1355.
Voyages, of Nicolo and Antonio Zeno, in 1380.
Reisen von Nicolo und Antonio Zeno 1380
Travels of Schiltberger into Tartary, in 1394.
Reisen von Schiltberger in die Tartarei 1394.
Travels of the Am*adors of Shah Rokh, in China, in 1419.
Reisen der Gesandten von Schāh Ruch nach China 1419.
Voyage and Shipwreck of Quirini, in 1431.
Reise und Schiffswrack von Quirini 1431.
Travels of Josaphat Barbaro from Venice to Tanna (now Asof), in 1436.
Reisen von Josaphat Barbaro von Venedig nach Tanna (nun Asow) 1436.

### Band 2
Various early pilgrimages from England to the Holy Land, between 1097 and 1107.
Verschiedene Pilgerreisen von England in Heilige Land, zwischen 1097 uns 1107.
Discovery of Madeira.
Entdeckung von Madeira.
Discovery and conquest of the Canary Islands.
Entdeckung und Eroberung der Kanarischen Inseln.
Discoveries along the coast of Africa; and conquests in India, from 1412 to 1505.
Entdeckung entlang der Küste Afrikas; und Eroberungen in Indien von 1412 bis 1505.
Summary of the discoveries of the world, from their commencement to 1555, by Antonio Galvano.
Summarischer Bericht über die Entdeckungen auf der Welt von ihrem Anfang bis 1555 (von António Galvão).
Journey of Contarini into Persia, in 1473–6.
Reise von Contarini nach Persien 1473–1476.
Voyages of discovery by the Portuguese along the western coast of Africa, during the life of Don Henry.
Entdeckungsreisen der Portugiesen entlang der Westküste Afrikas zu Lebzeiten von Dom Henrique.
Original journals of the Voyages of Cada Mosto, and Pedro de Cintra, to the coast of Africa, from 1455.
Originale Logbücher der Reisen von Cada Mosto und Pedro de Cintra an die Küste von Afrika, 1455.
Voyages of discovery by the Portuguese along the coast of Africa, from the death of Don Henry, in 1463, to the discovery of the Cape of Good Hope in 1486.
Entdeckungsreisen der Portugiesen entlang der Küste Afrikas vom Tod von Dom Henrique 1463 bis zur Entdeckung des Kaps der Guten Hoffnung 1486.
History of the discovery and conquest of India by the Portuguese, between 1497 and 1505, by Herman Lopes de Castaneda.
Geschichte der Entdeckung und Eroberung Indiens durch die Portugiesen zwischen 1497 und 1505, von Herman Lopes de Castaneda.
Letters from Lisbon in the beginning of the 16th century, respecting the discovery of the route by sea to India
Briefe aus Lissabon zu Anfang des 16. Jahrhunderts betreffend die Entdeckung des Seewegs nach Indien

### Band 3
History of the discovery of America, and of some of the early conquests in the New World.
Geschichte der Entdeckung Amerikas und von einigen der frühen Eroberungen in der Neuen Welt.
Discovery of America, by Columbus, written by his son Don Ferdinand Columbus.
Entdeckung Amerikas durch Kolumbus, geschrieben von seinem Sohn Don Ferdinand Columbus.
Discovery of America, by Columbus, written by Antonio de Herrera.
Entdeckung Amerikas durch Kolumbus, geschrieben von Antonio de Herrera.
An account of the Voyages of Americus Vespucius to the New World, written by himself.
Ein Bericht über die Reisen von Americus Vespucius in die Neue Welt, geschrieben von ihm selbst.
Discoveries and settlements of the Spaniards in the West Indies, from the death of Columbus, to the expedition of Hernando Cortes against Mexico.
Entdeckungen und Siedlungen der Spanier in Westindien, vom Tod des Kolumbus bis zum Feldzug von Hernando Cortes gegen Mexiko.
History of the discovery and conquest of Mexico, written in 1568, by Captain Bernal Diaz del Castillo, one of the conquerors.
Geschichte der Entdeckung und Eroberung von Mexiko, geschrieben 1568, von Captain Bernal Diaz del Castillo, einem der Eroberer.

### Band 4
History of the discovery and conquest of Peru, written by Augustus Zarate.
Geschichte der Entdeckung und Eroberung von Peru, geschrieben von Augustino Zarate.

### Band 5
Continuation of the history of Peru, extracted from the Commentaries of Garcilasso de la Vega.
Fortsetzung der Geschichte von Peru, extrahiert aus den Comentarios von Garcilasso de la Vega.
History of the discovery and conquest of Chili, taken from various sources.
Geschichte der Entdeckung und Eroberung von Chile, verschiedenen Quellen entnommen.
Discovery of Florida, and ineffectual attempts to conquer that country by the Spaniards,--from the General History of America, by Herrera.
Entdeckung von Florida, und vergebliche Versuche der Spanier, das Land zu erobern – aus der Historia general von Amerika von Herrera.

### Band 6
Early English Voyages of discovery to America.
Frühe englische Reisen und Entdeckung von Amerika.
Voyages of Jacques Cartier, from St. Maloes to Newfoundland and Canada, in 1534-5.
Reisen von Jacques Cartier von Saint-Malo nach Neufundland und Kanada 1534-1535.
Continuation of the discoveries and conquests of the Portuguese in the East; with some account of the early Voyages of other European nations to India.
Fortsetzung der Entdeckungen und Eroberungen der Portugiesen im Osten, mit einigen Berichten früher Reisen anderer europäischer Nationen nach Indien.
Discoveries, &c. &c. from 1505 to 1539.
Entdeckungen von 1505 bis 1539.
A particular relation of the expedition of Solyman Pacha, from Suez to India, against the Portuguese; written by a Venetian officer in the Turkish service on that occasion.
Besondere Erzählung der Expedition von Solyman Pacha von Sues nach Indien gegen die Portugiesen, geschrieben von einem venezianischen Offizier in türkischen Diensten bei dieser Gelegenheit.
Account of the Voyage of Don Stefano de Gama, from Goa to Suez, in 1540; written by Don Juan de Castro.
Bericht über die Reise von Don Stefano da Gama von Goa nach Sues 1540; geschrieben von Don Juan de Castro.
Continuation of the account of the Portuguese transactions in India, from 1541 to the middle of the 17th century; from De Faria’s Asia.
Fortsetzung des Berichtes über die Unternehmungen der Portugiesen in Indien, von 1541 bis Mitte des 17. Jahrhunderts, aus De Farias Asia portuguesa (Portugiesisches Asien).

### Band 7
Voyages and Travels in Egypt, Syria, Arabia, Persia, and India, by Ludovico Verthema, in 1503-8.
Seereisen und Landreisen nach Ägypten, Syrien, Arabien, Persien und Indien, von Ludovico Verthema (Lewes Vertomannus), 1503-1508.
Voyages and Travels in India, &c. by Cesar Frederic, in 1563-81.
Seereisen und Landreisen in Indien, von Cesare Federici 1563–1581.
Second Voyage to Barbary, in 1552, by Captain Thomas Windham.
Zweite Reise zu den Barbaresken 1553 von Captain Thomas Windham.
Voyages to Guinea and Benin, in 1553, by Captain Windham and Antonio Anes Pinteado.
Reisen nach Guinea und Benin, 1553, von Captain Windham und Antonio Anes Pinteado.
---- in 1554, by Captain John Lok.
… 1554, von Captain John Lok.
---- in 1555, by William Towerson, merchant, of London.
---- 1555, von William Towerson, Kaufmann aus London.
Second Voyage to Guinea, in 1556, by William Towerson, merchant, of London.
Zweite Reise nach Guinea, 1556, von William Towerson, Kaufmann aus London
Third, in 1558.
Dritte 1558
Instructions for an intended Voyage to Guinea, in 1561.
Anweisungen für eine beabsichtigte Reise nach Guinea 1561
Voyage to Guinea, in 1562; written by William Rutter.
Reise nach Guinea 1562, geschrieben von William Rutter.
Supplementary account of the foregoing Voyage.
Ergänzender Bericht zu der vorangegangenen Reise.
Voyage to Guinea, in 1563, by Robert Baker.
Reise nach Guinea, 1563, von Robert Baker.
Voyage to Guinea, in 1564, by Captain David Carlet.
Reise nach Guinea, 1564, von Captain David Carlet.
Voyage to Guinea and to the Cape de Verd Islands, in 1566, by George Fenner.
Reise nach Guinea und den Kapverdischen Inseln, 1566, George Fenner.
Account of the em*y of Mr. Edmund Hogan to Morocco, in 1577; by himself.
Bericht von der Gesandtschaft von Mr. Edmund Hogan nach Marokko, 1577; von ihm selbst.
Account of the em*y of Mr. Henry Roberts from Queen Elizabeth to Morocco, in 1585; by himself.
Bericht von der Gesandtschaft von Mr. Henry Roberts von Königin Elisabeth nach Marokko, 1585
Voyage to Benin, beyond Guinea, in 1588, by James Welsh.
Reise nach Benin, über Guinea hinaus, 1588, von James Welsh.
Supplement to the foregoing.
Ergänzung zum vorigen.
Second Voyage of ditto in 1590.
Zweite Reise nach dort 1590.
Voyage of Richard Rainolds and Thomas Dassel to the Senegal and Gambia, in 1591.
Reise von Richard Rainolds und Thomas Dassel in den Senegal und nach Gambia, 1591.
Some miscellaneous early Voyages of the English.
Einige verschiedene frühe Reisen der Engländer.
Voyage to Goa, in 1579, in the Portuguese fleet, by Thomas Stevens.
Reise nach Goa, 1579, in der portugiesischen Flotte, von Thomas Stevens.
Journey over-land to India, by Ralph Fitch.
Landreise nach Indien, von Ralph Fitch.
Supplement to ditto.
Ergänzung dazu.

### Band 8
Voyage of Mr. John Eldred to Tripoli, and thence by land and river to Bagdat and Basorah, in 1583.
Reise von Mr. John Eldred nach Tripolis, und dann über Land und Fluß nach Bagdat und Basorah (Bagdad und Basra), 1583.
Account of the Monsoons in India, by William Barret.
Bericht über die Monsune in Indien, von William Barret.
First Voyage of the English to India in 1591, by Captain Geo. Raymond and James Lancaster.
Erste Reise der Engländer nach Indien 1591, von Captain George Raymond und James Lancaster.
Supplement to ditto, by John May.
Ergänzung dazu, von John May.
Voyage of Captain Benj. Wood towards the East Indies, in 1596.
Reise von Captain Benjamin Wood nach den East Indies, 1596.
Voyage of Captain John Davis to the East Indies, in 1598.
Reise von Captain John Davis nach den East Indies, 1598.
Voyage of William Adams to Japan, in 1598.
Reise von William Adams nach Japan, 1598.
Voyage of Sir Edward Michelburne to India, in 1604.
Reise von Sir Edward Michelburne nach Indien, 1604.
First Voyage of the English East India Company in 1601, under Captain James Lancaster.
Erste Reise der englischen East India Company 1601 unter Captain James Lancaster.
Account of Java and of the English at Bantam, from 1603 to 1605.
Bericht über Java und von den Engländern in Bantam, von 1603 bis 1605.
Second Voyage of the Company, in 1604, under Captain Henry Middleton.
Zweite Reise der Gesellschaft 1604 unter Captain Henry Middleton.
Third Voyage of the Company, in 1607, under Captain William Keeling.
Dritte Reise der Gesellschaft 1607, unter Captain William Keeling.
Narrative by William Hawkins during his residence in the dominions of the Great Mogul.
Bericht von William Hawkins während seines Aufenthaltes im Herrschaftsgebiet des Großmoguls.
Observations of William Finch, who accompanied Hawkins.
Beobachtungen von William Finch, der Hawkins begleitete.
Voyage of Captain David Middleton, in 1607, to Bantam and the Moluccas.
Reise von Captain David Middleton, 1607, nach Bantam und den Molukken.
Fourth Voyage of the Company, in 1608, under Captain Alexander Sharpey.
Vierte Reise der Gesellschaft, 1608, unter Captain Alexander Sharpey.
Voyage of Captain Richard Rowles.
Reise von Captain Richard Rowles.
Fifth Voyage of the Company, in 1609, under Captain David Middleton.
Fünfte Reise der Gesellschaft, 1609, unter Captain David Middleton.
Sixth Voyage of the Company, in 1610, under Sir Henry Middleton.
Sechste Reise der Gesellschaft, 1610, unter Sir Henry Middleton.
Journal of the same, by Nicholas Downton.
Logbuch derselben, von Nicholas Downton.
Seventh Voyage of the Company, in 1611, under Captain Anthony Hippou.
Siebte Reise der Gesellschaft, 1611, unter Captain Anthony Hippou.
Notices of the same, by Peter Floris.
Notizen darüber, von Peter Floris.
Eighth Voyage of the Company, in 1611, under Captain John Saris.
Achte Reise der Gesellschaft, 1611, unter Captain John Saris.

### Band 9
Ninth Voyage of the Company, in 1612, under Captain Edward Marlow.
Neunte Reise der Gesellschaft, 1612, unter Captain Edward Marlow.
Tenth Voyage of the Company, in 1612, by Mr. Thomas Best.
Zehnte Reise der Gesellschaft, 1612, von Mr. Thomas Best.
Observations made on the foregoing by different persons.
Dabei gemachte Beobachtungen verschiedener Personen.
Eleventh Voyage of the Company, in 1612, in the Salomon.
Elfe Reise der Gesellschaft, 1612, zu den Salomonen. ???
Twelfth Voyage of the Company, in 1613, under Captain Christopher Newport.
Zwölfte Reise der Gesellschaft, 1613, unter Captain Christopher Newport.
Voyage of Captain Downton to India, in 1614.
Reise von Captain Downton nach Indien, 1614.
Supplement to ditto.
Ergänzung dazu.
Journey of Richard Steel and John Crowther, from Agimere to Ispahan, in 1615-16.
Reise von Richard Steel und John Crowther, von Agimere nach Isfahan, 1615-1616.
Voyage of Captain Peyton to India, in 1615.
Reise von Captain Peyton nach Indien, 1615.
Proceedings of the factory at Cranganore, by Roger Hawes.
Berichte von der Fabrik in Cranganore, von Roger Hawes.
Journal of Sir Thomas Roe, am*ador from James I. to the Emperor of Hindoostan.
Journal von Sir Thomas Roe, Botschafter von James I. beim Herrscher von Hindustan.
Voyage to India, in 1616, by Mr. Edward Terry.
Reise nach Indien, 1616, von Mr. Edward Terry.
Journey of Thomas Coryat from Jerusalem to the Court of the Great Mogul.
Reise von Thomas Coryat von Jerusalem an den Hof des Großmoguls.
Wrongs done the English at Banda by the Dutch, in 1617–18.
Den Engländern angetanes Unrecht durch die Holländer in Banda 1617–1618.
Fifth Voyage of the Joint-Stock by the Company, in 1617, under Captain Pring.
Fünfte Reise 1617, unter Captain Pring.
Voyage of the Ann-Royal from Surat to Mokha, in 1618.
Reise der Ann-Royal von Surat nach Mokha, 1618.
Voyage to Surat and Jasques, in 1620.
Reise nach Surat und Jasques, 1620.
War of Ormus, and capture of that place by the English and Persians, in 1622.
Krieg von Hormuz und Einnahme des Ortes durch die Engländer und Perser 1622.
Massacre of the English at Amboyna, in 1623.
Massaker der Engländer in Amboyna, 1623.
Observations during a residence in the island of Chusan, in 1701, by Dr. James Cunningham.
Beobachtungen während eines Aufenthaltes auf der Insel Chusan, 1701, von Dr. James Cunningham.

### Band 10
Historical account of early circumnavigations;
Historische Bericht von frühen Weltumsegelungen.
of Magellan, in 1519–22.
von Magellan, 1519–1522.
of Sir Francis Drake, in 1577–80.
von Sir Francis Drake, 1577–1580.
of Sir Thomas Cavendish, in 1586–8.
von Sir Thomas Cavendish, 1586–1588.
of Van Noort, in 1598–1601.
von van Noort, 1598–1601.
of George Spilbergen, in 1614–17.
von Joris van Spilbergen, 1614–1617.
of Schouten and Le Maire, by Cape Horn, in 1615–17.
von Schouten und Le Maire, um das Kap Horn, 1615–1617.
of the Nassau fleet under Jacques Le Hermit, in 1623–6.
der Nassauische Flotte unter Jacques L’Hermite, 1623–1626.
of Captain John Cooke, accompanied by Captains Cowley and Dampier, in 1683–91.
von Captain John Cooke, begleitet von den Kapitänen Cowley und William Dampier, 1683–1691.
in 1703–6, by William Funnell.
1703–1706, von William Funnell.
in 1708–11, by Captain Woods Rogers and Stephen Courtney.
1708–1711, von Captain Woods Rogers und Stephen Courtney.
in 1719–22, by Captain John Clipperton.
1719–1722, von Captain John Clipperton.
in 1719–22, by Captain George Shelvocke.
1719–1722, von Captain George Shelvocke.

### Band 11
Voyage round the world, in 1721-3, by Commodore Roggewein.
Reise um die Welt, 1721-1723, von Commodore Roggeveen.
---- in 1740-4, by Lord Anson. ('Anson’s Voyage')
Reise 1740–1744 von Lord Anson. ('Anson’s Voyage')

### Band 12
Commodore Byron’s Voyage, in 1764-6.
Commodore Byrons Reise, 1764-1766.
Captain Wallis’s Voyage, in 1766-8.
Captain Wallis’ Reise, 1766-1768.
Captain Carteret’s Voyage, in 1766-9.
Captain Carterets Reise, 1766-1769.
Captain Cook’s first Voyage, in 1768-70.
Captain Cooks erste Reise, 1768-1770.

### Band 13
Captain Cook’s first Voyage continued and concluded.
Captain Cooks erste Reise, Fortsetzung und Schluss.
Abstract of Bougainville’s Voyage, in 1766-9.
Zusammenfassung von Bougainvilles Reise 1766-1769.

### Band 14
Captain Cook’s second Voyage towards the S. Pole, in 1772-5.
Captain Cooks zweite Reise in Richtung Südpol, 1772-1775.

### Band 15
Captain Cook’s second Voyage concluded.
Captain Cooks zweite Reise, Ende.
Captain Cook’s third Voyage, in 1776-80.
Captain Cooks dritte Reise, 1776-1780

### Band 16
Captain Cook’s third Voyage continued.
Captain Cooks dritte Reise, Fortsetzung

### Band 17
Captain Cook’s third Voyage concluded.
Captain Cooks dritte Reise, Ende
Commodore Byron’s narrative of his shipwreck, &c.; written by himself.
Commodore Byrons Bericht von seinem Schiffswrack, von ihm selbst verfasst.
Bulkeley’s narrative of the same.
Bulkeleys Bericht davon.

### Band 18
(written by William Stevenson)
(geschrieben von William Stevenson)
Summary, Index, Contents of volumes
Zusammenfassung, Index, Inhalte der Bände